# Formicarius (boek)
De Formicarius, ('De Mierenhoop'), een lange, moraliserende verhandeling in de vorm van een dialoog tussen een theoloog en een student, werd in 1435-1437 geschreven door Johannes Nider tijdens het Concilie van Bazel. Het werd gedrukt in 1475 en is het tweede gedrukte boek ooit waarin hekserij wordt besproken.
Nider behandelde hekserij specifiek in het vijfde deel van het boek. In tegenstelling tot latere boeken over hetzelfde thema werd hier geen nadruk gelegd op het idee van de heksensabbat. Nider toonde zich ook sceptisch tegenover de bewering dat heksen 's nachts zouden kunnen vliegen. De Formicarius is een belangrijk werk omdat het aantoont dat reeds in de vroege vijftiende eeuw heksenprocessen en martelingen van mensen, verdacht van hekserij, voorkwamen.
Nider was een van de eersten die de tot dan bestaande opvattingen over toverij transformeerde in de 'modernere' perceptie van hekserij. Vóór de vijftiende eeuw werd magie geacht te worden beoefend door goed opgeleide mannen die ingewikkelde rituelen uitvoerden. In Niders Formicarius wordt de heks daarentegen beschreven als ongeschoold en gewoonlijk een vrouw. Het idee, uitgedrukt in dit boek, dat een persoon kon besluiten om magie te gebruiken simpelweg door zichzelf te wijden aan de duivel joeg de mensen uit die tijd angst aan. Het zou een van de vele factoren zijn die ertoe leidden dat mensen magie begonnen te vrezen. Ook het idee dat een magiër in de eerste plaats vrouwelijk was, was voor velen schokkend. Nider legde uit dat vrouwen in staat waren tot zulke daden door te wijzen op hun inferieure lichamelijke, geestelijke en morele vermogens.
Het werk is verder van belang voor de informatie die er in te vinden is over beruchte figuren uit die tijd. Een ervan was de tovenaar Scavius die naar verluidt er telkens in slaagde aan zijn vijanden te ontsnappen door zichzelf in een muis te veranderen.
Scavius was verantwoordelijk voor de voogdij van Staedelin in hekserij.